# Kenneth J. Gergen
Pour les articles homonymes, voir Gergen.
 (mai 2023).
Kenneth J. Gergen, né en 1935, est un psychologue américain et un professeur au Swarthmore College.

## Biographie
Il a obtenu son B.A. à l'université Yale en 1957 et sa thèse à l'université Duke en 1962.

## Publications
- Le Constructionisme social : un guide pour dialoguer, avec Marie Gergen, Éditions SATAS, 2006.

« Constructionnisme social et nouvelles parentalités », in revue Thérapie familiale 2003/2 - Vol 24, pages 119-128